# Межличностные отношения

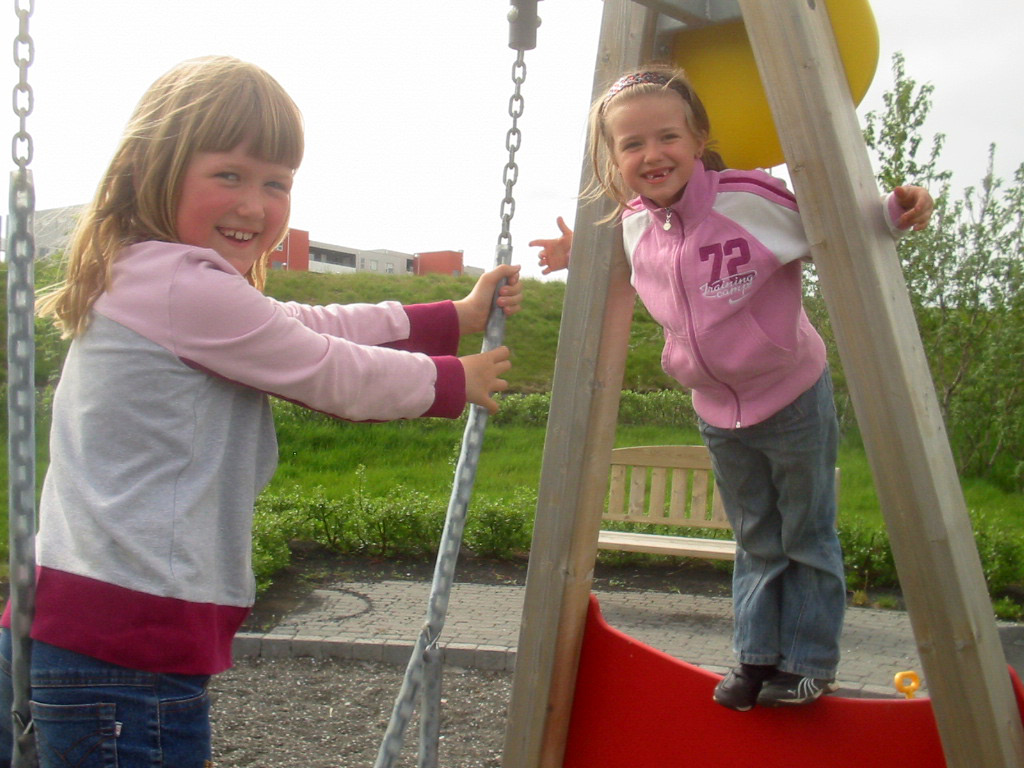
Межличностные отношения

Межли́чностные отноше́ния — отношения между личностями, совокупность взаимодействий между двумя или более разумными людьми, преимущественно основанные на связях между членами общества, благодаря разным видам общения: в первую очередь, визуальному (или невербальным связям, которые включают в себя как внешний вид, так и телодвижения, жесты), лингвистическому (устная речь), аффективному, а также языкам, построенным в результате развития сложных обществ (экономических, политических и т. д.).
Человеческие отношения фундаментальны для индивидуального интеллектуального развития, так как благодаря им образуются как малые и простые общества (такие как село), так и крупные и сложные (как мегалополис). Человеческие отношения подразумевают связь, как минимум, между двумя индивидами.
Эмоциональный интеллект играет ключевую роль в формировании и поддержании межличностных отношений, оказывая влияние как на личные, так и на профессиональные связи. Развитие эмоционального интеллекта способствует значительному улучшению качества взаимодействий между людьми, позволяя им лучше понимать друг друга и находить общий язык даже в сложных ситуациях. Когда индивид обладает высоким уровнем эмоционального интеллекта, он способен более точно интерпретировать эмоции окружающих, что ведет к более глубокому пониманию их потребностей и намерений. Это, в свою очередь, способствует созданию атмосферы доверия, где люди чувствуют себя комфортно, открываясь друг перед другом и выражая свои мысли и чувства. Умение управлять эмоциями, проявлять эмпатию и развивать социальные навыки открывает новые горизонты для построения крепких и доверительных отношений.
Максимальное количество постоянных социальных связей, которые человек в состоянии комфортно поддерживать, называется числом Данбара. Это число находится в диапазоне от 100 до 230, чаще всего считается равным 150.

## Классификация межличностных отношений

### Дружба
Дружба — это несексуальные, неромантические межличностные отношения. Такими отношениями могут являться как детская дружба, женская дружба, мужская дружба или дружба мужчины с женщиной. Установление хороших дружеских отношений в молодом возрасте помогает ребёнку лучше адаптироваться в обществе в будущем.

### Интимные или сексуальные отношения

#### Романтические отношения
Романтические отношения определялись бесчисленным множеством способов писателями, философами, религиоведами, учеными, а в наши дни и консультантами по взаимоотношениям. Два популярных определения любви — это треугольная теория любви Штернберга и теория любви Фишера. Штернберг определяет любовь с точки зрения близости, страсти и преданности, которые, как он утверждает, существуют на разных уровнях в разных романтических отношениях. Фишер определяет любовь как состоящую из трёх этапов: влечение, романтическая любовь и привязанность.
Романтические отношения могут сильно различаться в социальном и культурном плане, и могут существовать без какой-либо сексуальной близости.

### Профессиональные
Профессиональные или так называемые «деловые отношения» принято отличать от каких-либо других видов отношений, потому что они, как правило, основаны на личных интересах и рациональных соображениях каждого их участника, а не эмоциональной близости. Примером таких отношений могут служить отношения работодателя и сотрудника, арендодателя и арендатора, компании и клиента.

## Развитие межличностных отношений

### Приобретение межличностных отношений
Близость: Близость увеличивает вероятность повторного контакта с одним и тем же человеком. Длительный контакт, который может привести к знакомству, с большей вероятностью вызовет симпатию или отторжение.
Технологический прогресс: Интернет устраняет проблему отсутствия связи из-за большого расстояния. Люди могут общаться с теми, кто живёт далеко от них, с помощью видеозвонков или текстовых сообщений. Интернет позволяет людям быть ближе к тем, кто физически находится далеко от них.
Сходство: Люди предпочитают дружить с теми, кто похож на них, потому что их мысли и чувства с большей вероятностью будут поняты.

### Этапы межличностных отношений
Межличностные отношения — это динамические системы, которые постоянно меняются в процессе своего существования. Как и у живых организмов, у отношений есть начало, продолжительность жизни и конец. Они, как правило, постепенно развиваются и улучшаются по мере того, как люди узнают друг друга и эмоционально сближаются, или постепенно ухудшаются по мере того, как люди отдаляются друг от друга, продолжают жить своей жизнью и формируют новые отношения с другими людьми. Одну из самых влиятельных моделей развития отношений предложил психолог Джордж Левингер. Эта модель была разработана для описания гетеросексуальных романтических отношений между взрослыми людьми, но она применима и к другим видам межличностных отношений. Согласно этой модели, естественное развитие отношений проходит пять стадий:
1. Знакомство и приятельские отношения — знакомство зависит от предыдущих отношений, физической близости и множества других факторов. Если двум людям начинает нравиться друг друга, дальнейшее общение может привести к следующему этапу, но знакомство может продолжаться бесконечно.
2. становление отношений — на этом этапе люди начинают доверять друг другу и заботиться друг о друге. Потребность в близости, совместимость и такие факторы, как общее прошлое и цели, будут влиять на продолжение взаимодействия.
3. Продолжение — на этом этапе происходит взаимное принятие довольно крепкой и тесной долгосрочной дружбы, романтических отношений или даже брака. Как правило, это длительный, относительно стабильный период. Тем не менее в это время продолжается рост и развитие. Для поддержания отношений важно взаимное доверие.
4. Ухудшение — не все отношения ухудшаются, но в тех, которые ухудшаются, как правило, появляются признаки проблем. Могут возникать скука, обида и неудовлетворённость, люди могут меньше общаться и избегать раскрытия себя. По мере продолжения нисходящей спирали могут возникать недоверие и предательства, что в конечном итоге приводит к разрыву отношений. (В качестве альтернативы участники могут найти способ решить проблемы и восстановить доверие и веру в других.)
5. Завершение — заключительная стадия, знаменующая конец отношений, будь то разрыв, смерть или пространственное разделение на какое-то время и разрыв всех существующих связей, будь то дружба или романтическая любовь.

### Разрыв отношений
Согласно последнему систематическому обзору экономической литературы о факторах, связанных с удовлетворённостью жизнью, стабильные и надёжные отношения полезны, а разрыв отношений, соответственно, вреден.
Американская психологическая ассоциация обобщила данные о разрывах отношений. Разрыв отношений на самом деле может быть положительным опытом, если отношения не расширяли границы личности и если разрыв приводит к личностному росту. Они также рекомендуют несколько способов справиться с этим опытом:
- Целенаправленно сосредоточьтесь на положительных аспектах расставания («факторы, предшествующие расставанию, само расставание и период сразу после расставания»)
- Минимизация негативных эмоций
- Записывайте в дневник положительные аспекты расставания (например, «успокоение, уверенность, расширение возможностей, энергия, счастье, оптимизм, облегчение, удовлетворение, благодарность и мудрость»). Это упражнение лучше всего работает, хотя и не всегда, когда расставание происходит по обоюдному согласию.[11]

Чем меньше времени проходит между расставанием и последующими отношениями, тем выше самооценка, надёжность, привязанность, эмоциональная стабильность, уважение к новому партнёру и уровень благополучия.
Согласно статистике Psychology Today — 60 % людей дружат с одним или несколькими бывшими партнёрами. 60 % людей состояли в отношениях, которые то начинались, то заканчивались. 37 % сожительствующих пар и 23 % женатых пар расстались и снова сошлись со своим прежним партнёром.
Прекращение брачных отношений подразумевает развод или аннулирование брака. Одной из причин развода является измена. Факторы, определяющие неверность, обсуждаются поставщиками услуг знакомств, феминистками, учёными и специалистами по научным коммуникациям. По данным Psychology Today, уровень приверженности женщин, а не мужчин, в большей степени определяет, будут ли отношения продолжаться.

## Патологические отношения

### Влияние СМИ
На популярное представление об интимных отношениях сильно влияют фильмы и телевидение. Распространено мнение, что любовь предопределена, что любовь с первого взгляда возможна и что любовь с правильным человеком всегда успешна. Те, кто потребляет больше всего материалов, связанных с романтикой, склонны верить в предопределённость любви и в то, что те, кому суждено быть вместе, интуитивно понимают друг друга. Однако эти убеждения могут привести к ухудшению коммуникации и решения проблем, а также к более легкому отказу от отношений при возникновении конфликтов.

## Социальные сети
Социальные сети изменили характер межличностных отношений. Романтические межличностные отношения не остались в стороне. Например, в США Facebook стал неотъемлемой частью процесса знакомства для молодых людей. Социальные сети могут оказывать как положительное, так и отрицательное влияние на романтические отношения. Например, поддержка в социальных сетях связана с более стабильными отношениями. Однако использование социальных сетей также может способствовать возникновению конфликтов, ревности и пассивно-агрессивному поведению, такому как слежка за партнёром.
Растущая часть населения увлекается исключительно онлайн-знакомствами, иногда, но не всегда, переходя к традиционному общению лицом к лицу. Эти онлайн-отношения отличаются от отношений лицом к лицу; например, самораскрытие может иметь первостепенное значение для развития онлайн-отношений. Управление конфликтами отличается тем, что избегать их проще, а навыки разрешения конфликтов могут развиваться иначе. Кроме того, понятие «неверность» одновременно расширяется и сужается, поскольку физическую неверность легче скрыть, а эмоциональная неверность (например, общение с несколькими онлайн-партнёрами) становится более серьёзным нарушением.

## Важность межличностных отношений

### «Относительное Я»
Межличностные отношения важны для того, чтобы помочь людям развить самосознание. Реляционное «я» — это часть самовосприятия человека, которая состоит из чувств и убеждений, которые он испытывает по отношению к себе и которые формируются на основе взаимодействия с другими людьми. Другими словами, эмоции и поведение человека формируются под влиянием предыдущих отношений. Теория «относительного Я» утверждает, что предыдущие и существующие отношения влияют на эмоции и поведение человека при взаимодействии с новыми людьми, особенно с теми, кто напоминает ему других людей в его жизни. Исследования показали, что общение с человеком, похожим на значимого другого, активирует определённые представления о себе, меняя то, как человек думает о себе в данный момент, в большей степени, чем общение с человеком, не похожим на значимого другого.